# Municipio de South Hurricane
El municipio de South Hurricane (en inglés: South Hurricane Township) es un municipio ubicado en el condado de Fayette en el estado estadounidense de Illinois. En el año 2010 tenía una población de 308 habitantes y una densidad poblacional de 4,39 personas por km².

## Geografía
El municipio de South Hurricane se encuentra ubicado en las coordenadas 39°7′10″N 89°11′42″O / 39.11944, -89.19500. Según la Oficina del Censo de los Estados Unidos, el municipio tiene una superficie total de 70.13 km², de la cual 70,13 km² corresponden a tierra firme y (0 %) 0 km² es agua.

## Demografía
Según el censo de 2010, había 308 personas residiendo en el municipio de South Hurricane. La densidad de población era de 4,39 hab./km². De los 308 habitantes, el municipio de South Hurricane estaba compuesto por el 99,03 % blancos, el 0,32 % eran afroamericanos y el 0,65 % eran de una mezcla de razas. Del total de la población el 0 % eran hispanos o latinos de cualquier raza.